# Forholdsordsled
Forholdsordsled (præpositionsled) består af et forholdsord med tilhørende styrelse, fx
gennem gården, til middag, mod forventning, uden ansvar, om torsdagen, på opfordring, bag facaden, i værelset, over forventning, under sengen, foran butikken, mellem tænderne.
Forholdsordet (præpositionen) styrer en kasus, på dansk oblik kasus, på fx tysk akkusativ, genitiv eller dativ; på latin yderligere ablativ. Styrelsen er det navneord (substantiv), der styres, og som sættes i kasus, bøjningsform.